# Nicole Berger-Krotsch
Nicole Berger-Krotsch (* 31. Oktober 1975 in Grieskirchen) ist eine österreichische Politikerin (SPÖ). Ab dem 31. Oktober 2006 bis zum 31. Oktober 2024 war sie  Abgeordnete zum Wiener Landtag und Mitglied des Wiener Gemeinderats.

## Ausbildung und Beruf
Nach der Matura am Bundesgymnasium Wels begann Nicole Krotsch ein Studium der Publizistik- und Kommunikationswissenschaft sowie Politikwissenschaft an der Universität Wien, das sie 2000 mit dem Magister-Grad abschloss. Sie besuchte 1997 bis 1999 den Universitätslehrgang für Markt- und Meinungsforschung an der Universität Wien. Während des Studiums arbeitete Krotsch bei Triconsult Wirtschaftsanalytische Forschung Ges.m.b.H.
Am Ende ihres Studiums begann Krotsch, für die SPÖ zu arbeiten. Sie war 1999 bis 2001 Mitarbeiterin im Aktionsbüro der SPÖ-Bundesgeschäftsstelle und nahm 2001 bis 2006 die Stelle der Bezirksgeschäftsführerin der SPÖ Mariahilf wahr.

## Politik
Nicole Krotsch engagierte sich seit 2001 in mehreren Organisationen bzw. Vorfeldorganisationen der SPÖ. Seit 2001 ist sie Vorstandsmitglied der Gesellschaft für Geistes- und Sozialwissenschaften (GGS) im BSA, des Weiteren konzentrierte sie sich auf die Bezirkspolitik in Mariahilf. Sie ist dort seit 2002 Mitglied im Bezirksparteivorstand und war ab 2003 Mitglied im Vorstand der Jungen Generation, der sie bis Februar 2016 angehörte. Seit 2005 hat Krotsch die Funktion der Bezirksfrauenvorsitzenden inne und wurde im April 2006 auch Frauensekretärin der SPÖ Frauen Wien. Zudem ist sie Vorstandsmitglied des waff (Wiener ArbeitnehmerInnen Förderungsfonds).
Ihr erstes Mandat nahm Krotsch zwischen 2005 und 2006 als Bezirksrätin in Mariahilf wahr. Ab Oktober 2006 war sie Landtagsabgeordnete und Gemeinderätin.
Im Herbst 2024 folgte ihr Sascha Obrecht im Gemeinderat und Landtag nach.